# Maria Sveland
Maria Karolina Sveland, född 26 november 1974 i Örebro, är en svensk journalist och författare.

## Biografi
Sveland växte upp i Örebro och har senare studerat filmvetenskap, medie- och kommunikationsvetenskap och litteraturvetenskap vid Stockholms universitet. Hon är även utbildad vid Dramatiska institutets radiolinje och har gjort flera program för SR och SVT.
År 2007 debuterade hon skönlitterärt med boken Bitterfittan, som gjorde henne känd för en bredare allmänhet. Boken, som har liknats vid en hybrid mellan roman, självbiografi och reportage, har kallats en kontroversiell uppgörelse med äktenskapet och kärleken, och blev mycket omtalad och omdiskuterad. Boken är översatt och såld till Danmark, Norge, Tyskland, Nederländerna och Storbritannien. Den har även dramatiserats av Marie Persson Hedenius och sattes upp på Stockholms stadsteater 2009. Könsroller och samlevnadsfrågor med kritik av kärnfamiljens traditionella form är genomgående teman i Svelands arbeten.
År 2009 medverkade Sveland i antologin Min mormors historia med en text om den klassrelaterade ordlösheten i sin familj. Hon är också en av upphovskvinnorna bakom radioprogrammet Heliga familjen.
Det väckte uppmärksamhet och gav upphov till debatt i Örebro, då det blev känt att hon skulle skriva sin första teaterpjäs, Befrielsefronten, för Örebro länsteater. Pjäsen har en lös koppling till stadens massvåldtäkts-trauma 2005–2010, då den så kallade Örebromannen överföll en mängd kvinnor, men behandlar mer allmänt samhällsproblemet med mäns våld och sexuella övergrepp mot kvinnor och effekten av en kvinnlig motståndsrörelse. På grund av debatterna sköts teaterproduktionen upp några år till sin slutliga urpremiär 16 januari 2016 i regi av Sara Giese. Pjäsen sammanhänger tematiskt med den parallellt utgivna boken Befrielsen (2015).
22 juli 2013 var Sveland sommarvärd i Sommar i P1 och talade om hur kvinnohat och rasism hänger ihop. Samma år kom hennes kontroversiella bok Hatet: En bok om antifeminism.

## Priser och utmärkelser
- 2003: Ikarospriset för radiodokumentären Som en hora[16].
- 2011: Riksorganisationens för kvinnojourer och tjejjourer i Sverige pris Årets Kvinnogärning 2010[17]

## Verk i urval

### TV-produktioner
- Offer och förövare (2001)
- Faktum (2004)-(2005)
- De rättslösa (SVT 2021)"

### Radioproduktioner
- Våldtäkt enligt lagen P1 (1999)
- Är jag en människa? P1  (2001)
- Det skyldiga vårdbiträdet P1 (2002)
- Som en hora P1 (2003)
- Flipper P3 (2005)
- Heliga familjen P1 (2009)